# Colt Lawman
 (novembre 2017).

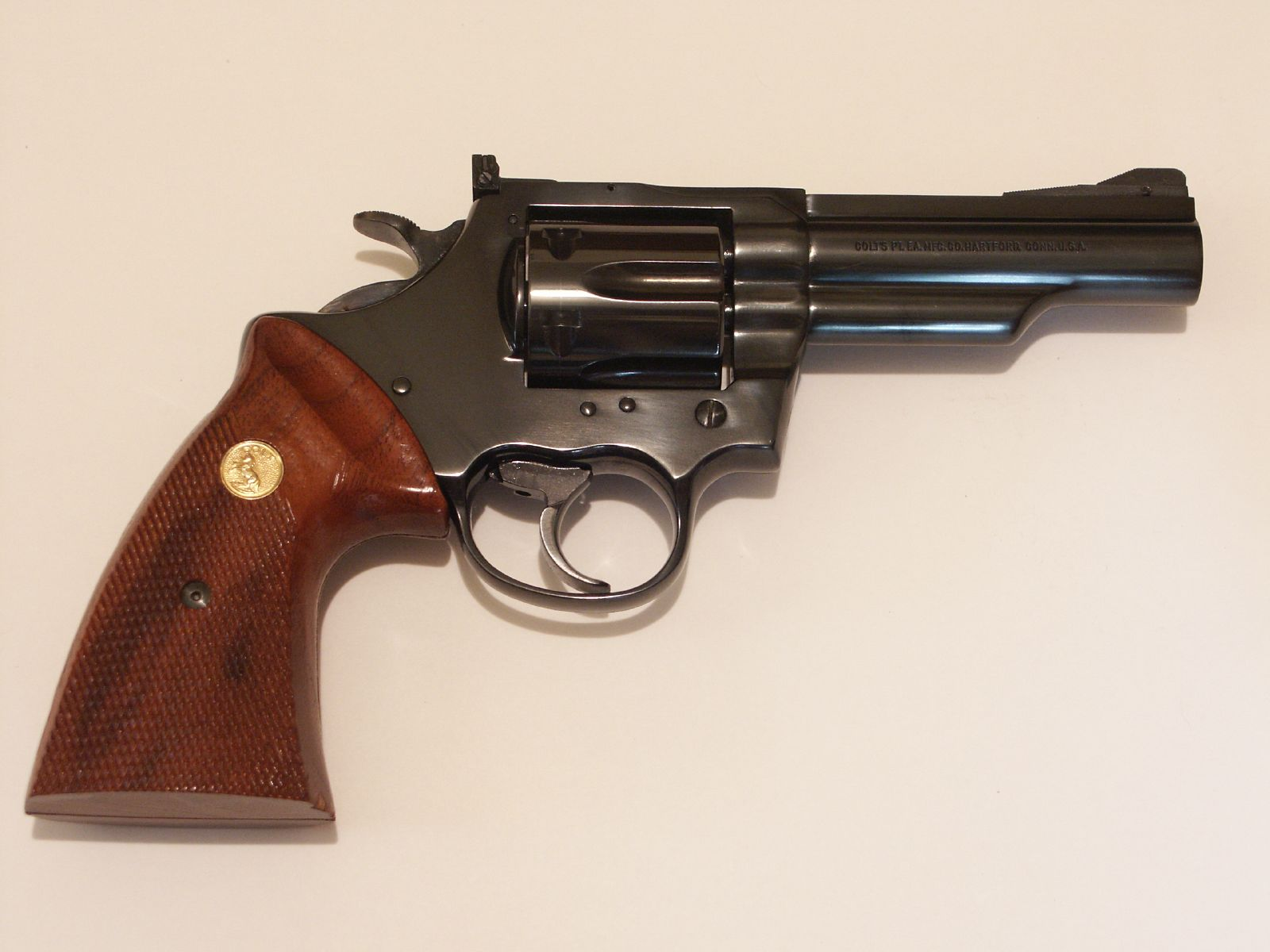
Colt Lawman Mk III à canon de 10 cm

 Le Colt Lawman est un revolver de défense et  police  et produit par la firme Colt en 2 versions successives entre 1969 et 1985.

## Présentation technique
Le Colt Lawman MK III fonctionne en double et simple action. Son canon est de type lourd. Ses organes de visée sont composés d'un cran de mire entaillé et d'un guidon fixe. Son barillet bascule à gauche. Certains modèle à canon court ont possédé une baguette d'éjection carénée les Mark 3 produits après 1977 et les Mark 5 à canon de 2 pouces.

## Variantes
- Le Mark III est le 1er modèle produit de 1969 à 1982. Il est décrit dans la section précédente.
- Le Mark V  est le 2(nd) modèle produit de 1983 à 1985.

## Fiche technique  du Colt Lawman Mk 3
- Appellation : Colt Lawman MK(Mark) III
- Calibre : 9 mm
- Munition : .357 Magnum (et donc .38 Special)
- Longueur
  - du canon : 5-10 cm
  - du revolver  : 19-24 cm
- Masse du revolver vide : environ 900 (avec éjecteur caréné : 910 g)-1 kg
  - Barillet : 6 cartouches
- autres revolvers de la série Mark III : Colt Trooper Mark III, Colt Metropolitan Mark III et Colt Official Police Mark III ,